# Узола
Узо́ла — река в Нижегородской области, левый приток Волги. В некоторых источниках встречается название Усола.
Исток реки находится в 5 км к северу от деревни Романово Ковернинского района, устье — напротив города Балахны. Протекает по двум районам Нижегородской области — Ковернинскому и Городецкому. На местном наречии ударение падает на первую букву. Высота устья — 66,4 м над уровнем моря. Высота истока — 150 м над уровнем моря. Уклон реки — 0,57 м/км.
Длина реки — 147 км, площадь водосборного бассейна — 1920 км².
Река лесосплавная. Дно в верховьях илисто-торфянистое, ниже — песчаное, на перекатах — песчано-галечниковое. Зимой практически полностью покрывается льдом.
Ширина реки в верхнем течении — 5—10 м, в нижнем — 20—30 м; глубина на перекатах 0,1—0,4, на плесах — 0,8—1,5 м; скорость течения — 0,2—1,0 м/сек.
На берегах Узолы родилась знаменитая Хохломская роспись, а также Городецкая.
На реке стоит посёлок Ковернино, где имя реки носят ресторан, гостиница, футбольная команда.
В начале XX века на реке было множество водяных мельниц.

## Притоки
(указано расстояние от устья)
- 13 км: река Чутка, у д. Воловое (лв)
- 24 км: река Голубиха (лв)
- 27 км: река Городиславка (лв)
- 35 км: река Лемша (лв)
- 44 км: река Руйка (лв)
- 77 км: река Раймина (Ройминка) (пр)
- 84 км: река Хохломка (Хохлома) (лв)
- 125 км: река Большая Серга (Серго) (лв)
- 129 км: река Малая Серга (лв)

## Галерея

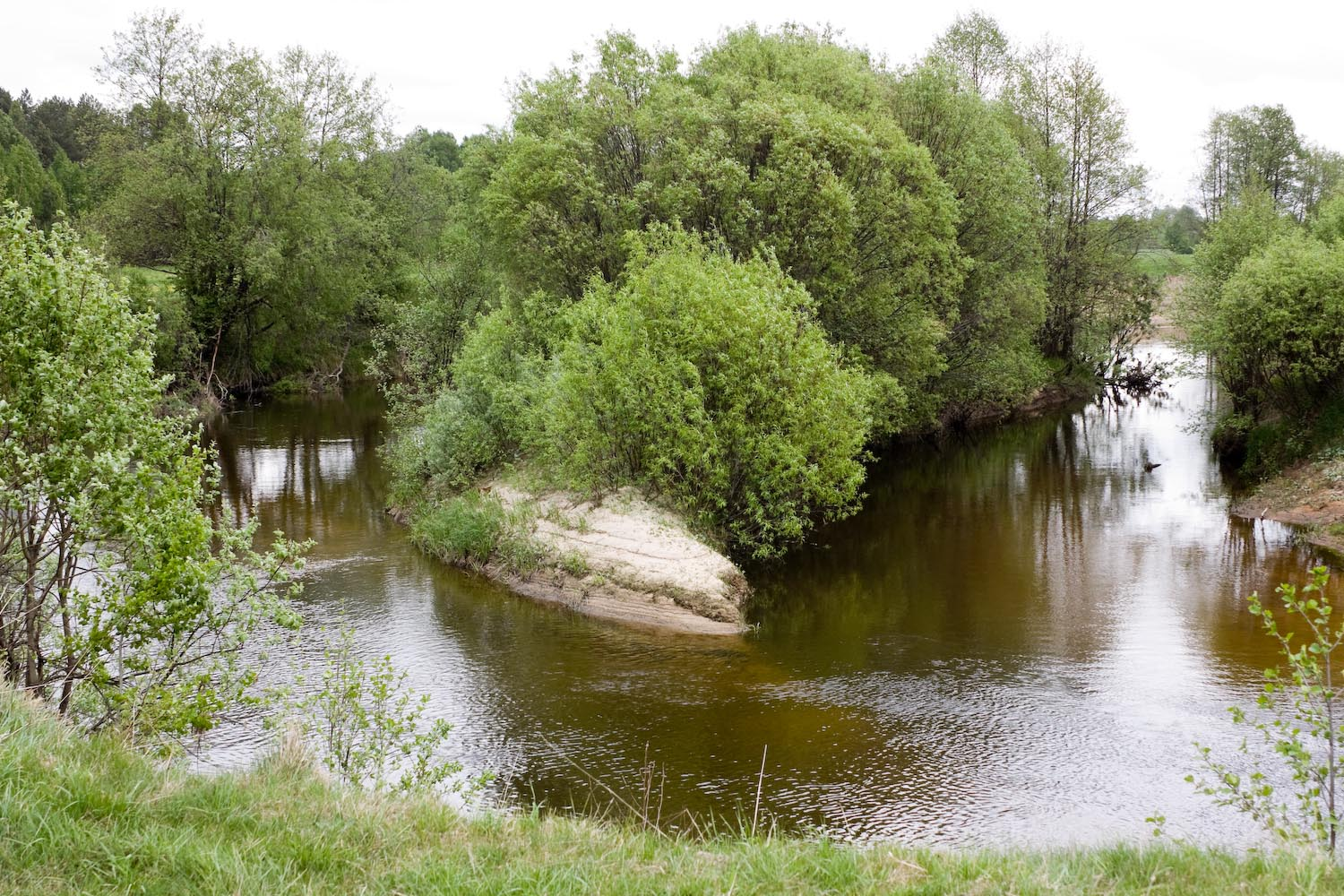
Резкий поворот реки
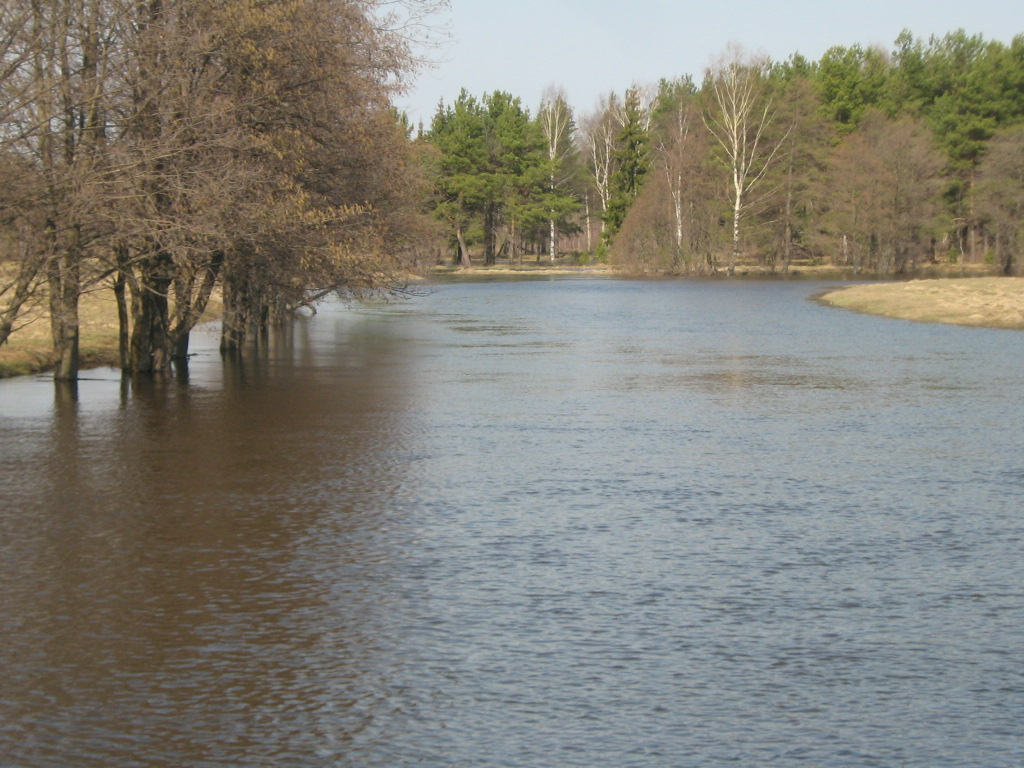
Река Узола в половодье. Вид с улицы Лесной в Ковернино
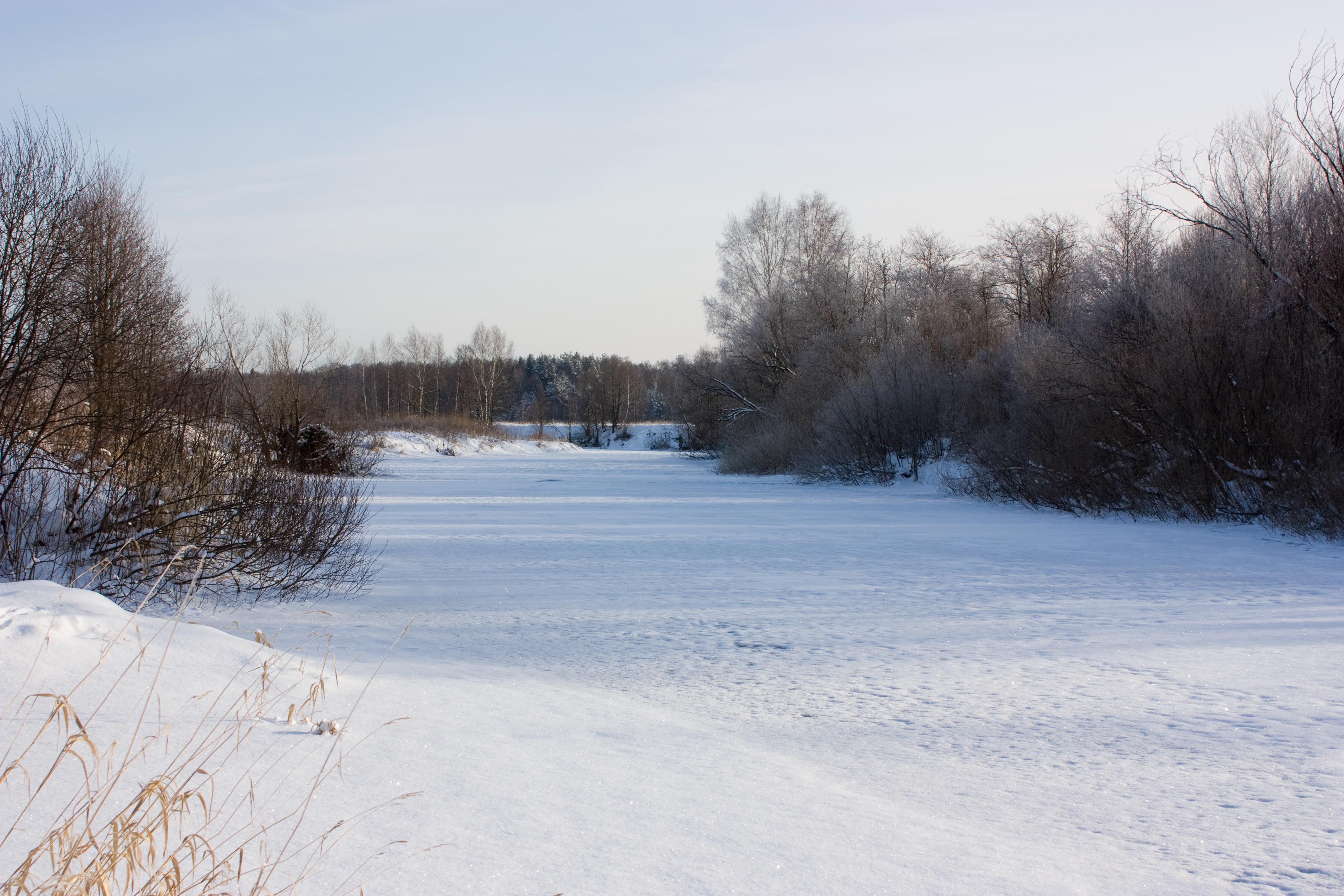
Узола зимой